# Victor Palovaara
Victor Palovaara (ur. 31 stycznia 1994 w Karlstadzie) – szwedzki żużlowiec.
W lidze brytyjskiej reprezentant klubów: Glasgow (2014, 2015), Newcastle (2016) oraz Edinburgh (2018, 2019).
Finalista indywidualnych mistrzostw świata juniorów (2015 – IX miejsce). Brązowy medalista drużynowych mistrzostwa świata juniorów (Slangerup 2014). Trzykrotny medalista drużynowych mistrzostw Europy juniorów: dwukrotnie srebrny (Divišov 2010, Pilzno 2015) oraz brązowy (Lendava 2011). Dwukrotny srebrny medalista młodzieżowych indywidualnych mistrzostw Szwecji (Nyköping 2014, Hallstavik 2015). W latach 2014–2020 sześciokrotny finalista indywidualnych mistrzostw Szwecji (najlepszy wynik: Hallstavik 2019 – VI miejsce).